# Джамьянг Кхьенце Вангпо
Джамьянг Кхьенце Вангпо (тиб. འཇམ་དབྱངས་མཁྱེན་བརྩེའི་; 1820—1892) — известный тибетский учитель, видный представитель школ ньингма и сакья, один из главных основателей несектантсткого движения риме. Считается воплощением тела Джигме Лингпы, а также Вималамитры и царя Тисонг Децэна, последний из пяти великих царей-тертонов. Автор многочисленных книг, составивших десятитомное собрание сочинений.

## Биография
Родился 15 июля 1820 года в деревне Терлунг Тинго, в Докаме. Отец — Трунгчен Ринчен Вангьял из рода Ньо, мать — Сокза Сонамцо. Уже с детства у него были воспоминания, которые воспринимались как относящиеся к прошлым жизням.
Кхьенце Ринпоче стремился получить посвящение в духовный сан ещё в детском возрасте. Он без труда научился чтению и письму, усваивал книги, лишь прочитав их один раз. Когда ему было восемь лет, Кхьенце Ринпоче очень тяжело заболел. Считается, что в таком состоянии, он увидел явление к нему Гуру Падмасамбхава и Еше Цогьял, которые даровали посвящение и благословили в мандале Ваджракилайи. Через какое-то время после полученного им наставления и благословления, болезнь отступила. Не известна истинная природа заболевания и причин излечения.
- В возрасте пятнадцати лет в видении он посетил девятиэтажную пагоду в Ваджрасане, там, где достиг Просветления Будда Шакьямуни.
- Когда Кхьенце Ринпоче было двадцать лет, дакини изначального познания вручила ему ящик с Сокровищем. В нём находился один из циклов Учения Великого Сострадающего и останки двадцати одного брамина.
- В Дамшо Ньингдрунге он открыл терма «Цикл методов достижения четырёх тел Гуру» (тиб. blа-tа sku-bzhi’i sgrub-thabs-kyi skor) и реликвии, появившиеся из зуба Гуру Падмасамбхавы.
- Великий тертон обнаружил множество Сокровищ, а вместе с Мастером Чогьюром Лингпой он открыл такие терма, как:
  - «Четыре цикла методов достижения Гуру» (тиб. bla-sgrub skor bzhi-ka),
  - «Три раздела Великого Совершенства — сердечная сущность Вайрочаны» (тиб, bai-ro’i thugs-thig rdzogs-chen sde-gsum) и другие Учения.
- Кхьенце Ринпоче дал средства на создание примерно двух тысяч золотых и медных образов, представляющих Тело Будды;
- опубликовал около сорока томов текстов и напечатал или переписал около двух тысяч томов, представляющих Речь Будды.
- Великий Мастер также построил более ста ступ из золота и меди, представляющих Ум Будды, в том числе, великую ступу в Лхундруб Тенге,
- Он воздвиг тринадцать храмов, в которых проводились ежедневные церемонии и ритуалы по особым датам.

В число учеников Кхьенце Ринпоче входили Держатели Учений и представители школ ньингма, кагью, сакья, гелуг, а также последователи традиции Юнгдрунг Бон. Свободный от восьми мирских забот, Кхьенце Ринпоче помогал людям и низкого, и высокого положения разорвать цепи надежды и страха. Кхьенце Ринпоче ушёл на семьдесят третьем году жизни, 18 апреля 1892 года. В этот день он даровал множество благословений, а затем погрузился в созерцание и покинул физическое тело. После этого его эманация на горе Утайшань проявила одновременно собрание пяти тел.

## Ученики
Его учениками были Джамгон Конгтрул, Мипам Намьгьял Гьяцо, Додрубчен Джигме Тенпе Нима, Чогьюр Лингпа, Тертон Согьял и множество других мастеров школы ньингма.

## Линия тулку
- Палпунг (Беру) Кхьенце I (1896—1945) — проявление речи; монастырь Палпунг (кагью)
  - Беру Кхьенце II (род. в 1947)
- Дзогчен Кхьенце I (Гуру Цеванг) (1896—ок.1935) — проявление тела; монастырь Дзогчен (ньингма)
  - Шённу Лодро (1937—1959)
- Се Пхайе Дордже
- (Катог) Дзонгсар Джамьянг Кхьенце Чокьи Лодро (1893—1959) — проявление деяний; монастырь Катог (Ньингма), позднее Дзонгсар (сакья)
  - Кхьенце Еше (1962—)
  - Джигме Кхьенце (1963—)
  - Дзонгсар Джамьянг Кхьенце Норбу (1961—)
- Дилго Кхьенце I (1910—1991) — проявление ума; монастырь Шечен (ньингма)
  - Дилго Кхьенце II (Кхьенце Янгси, или Ургьен Тензин Джигме Лхундуп) (1993—)
- Нгаванг Тутоп Вангчук (1900—?) — проявление свойств; резиденция Пунцок Подранг (сакья)